# Smile and Burn
Smile and Burn ist eine 2008 gegründete Berliner Punkband.

## Geschichte
Smile and Burn wurde 2008 von Philipp Müller, Sören Frey, Fabian „Wolli“ Halkivaha, Sascha Nicke und Christoph Brauer gegründet.
Die Band hat über 300 Konzerte in Deutschland, Japan und England gespielt.
Das Album HipHop Will Never Be the Same wurde als Kassette veröffentlicht. Die Verkaufserlöse gehen an Viva con Agua de Sankt Pauli.

## Diskografie
- 2010: Flight Attempt of the Kiwi (Fond of Life Records)
- 2012: We Didn't Even Fight Yet (Fond of Life Records)
- 2013: HipHop Will Never Be the Same (Mustard Mustache)
- 2014: Action, Action (Motor Music)
- 2017: Get Better Get Worse (Uncle M Music)
- 2020: Morgen anders (Odyssey Music Network)[1]
- 2022: Besser sein als jetzt (Odyssey Music Network)
- 2024: Seid ihr stolz auf mich? (Odyssey Music Network)